# Thermagrion
Thermagrion is een geslacht van libellen (Odonata) uit de familie van de waterjuffers (Coenagrionidae).

## Soorten
Thermagrion omvat 1 soort:
- Thermagrion webbianum Förster, 1906